# 尾形春水
尾形 春水（おがた はるな、1999年2月15日 - ）は、日本のYouTuber、プロデューサー、元歌手、元アイドルであり、YouTubeグループ『カオスピピス』→『Youplus（ユープラス）』の元メンバー、およびモーニング娘。の元メンバー（12期）である。愛称ははーちん。イメージカラーはシーブルー。
大阪府枚方市育ち。血液型A型。身長160cm。元アップフロントプロモーション所属。

## 略歴
- 2011年4月、大阪の中高一貫校に入学する。高校一年時に芸能界入りに伴う上京のため通信制高校に転校[5]。
- 2014年3月 - 8月、「モーニング娘。'14 ＜黄金(ゴールデン)＞オーディション」に応募し、合格する[6]。2014年9月30日、日本武道館で行われた『モーニング娘。'14コンサートツアー秋 GIVE ME MORE LOVE 〜道重さゆみ卒業記念スペシャル〜』においてモーニング娘。12期メンバーとしてお披露目された[7]。
- 2014年12月12日、モーニング娘。12期メンバーの公式ブログが開設され、初投稿する[8]。
- 2015年4月15日、モーニング娘。'15 58thシングル『青春小僧が泣いている／夕暮れは雨上がり／イマココカラ』（トリプルA面）でCDデビュー[9]。
- 2018年3月27日、短大進学のため6月20日に日本武道館で公演される今春のコンサートツアー「モーニング娘。誕生20周年記念コンサートツアー2018春〜We are MORNING MUSUME。〜」をもって、グループおよびハロー!プロジェクトを卒業することが発表された[10]。
- 2018年6月20日、日本武道館で公演された今春のコンサートツアー「モーニング娘。誕生20周年記念コンサートツアー2018 春〜We are MORNING MUSUME。〜ファイナル　尾形春水卒業スペシャル」をもってグループ、およびハロー!プロジェクトを卒業し、同時に芸能界を一時引退[11]。
- 2019年6月19日、Twitter、Instagram、TikTokのアカウントを開設[12]。
- 2019年8月8日、YouTubeチャンネルを開設。
- 2019年8月15日、YouTubeの動画投稿を開始。
- 2020年4月、4年制大学に編入。
- 2021年4月3日、YouTubeグループ『カオスピピス』に参加することを発表。メンバーを再編成した「Youplus」のメンバーとして同年12月22日に再デビュー[13]。
- 2023年3月25日、青山学院大学を卒業[14][15]。同年7月8日、「Youplusから大切なお知らせ」をSNSに公表し、Youplusが2023年9月3日で解散することを発表[16]。
- 2023年9月30日、自身のYouTubeチャンネルにて独立を発表、同時に公式ホームページ開設。翌日10月1日、アイドルグループのプロデュースを行う事を発表し、それに伴いオーディションを開催することを発表した[17]。
- 2024年1月4日から自身の冠番組となる『尾形春水のHarunation TV』がテレビ埼玉にて放送スタート。2025年2月からはTOKYO MXに移行して放送。

## 人物
- 2月生まれで、新春の雪解け水のような清らかな女の子に育って欲しいという思いから「春水」と名付けられた[5]。
- 特技はフィギュアスケート。5歳から始め、中学3年まで10年間やっていた[5][18]。大阪の試合で上位8名に入り、2009年の全日本フィギュアスケート選手権でフラワーガール[注釈 2]に選出されたことがある[19]。また、バッジテストの6級を取得している[19]。
- 高校で陸上部に入部し、長距離走を10ヶ月やっていた[5]。
- 小学3年時に折り紙会社を設立する（非公的）。4年時に副社長独立のため解散[5]。
- 好きな食べ物は刺身と焼き肉である[5]。
- 趣味は写真撮影[1]、動画編集[18]。
- 休日などの休暇日は、カフェ巡りをすることが多い[5]。
- 食べ物は好きになると飽きるまでその物ばかり食べ続ける傾向がある（木綿豆腐など）[20]。
- 性格はスーパーポジティブ（自称）[5]。
- モーニング娘。の佐藤優樹による人物評は「強いけど儚い　儚いけど負けず嫌い　負けず嫌いだけど面倒くさがり　面倒くさがりだけどめちゃめちゃ真面目　真面目だし努力もするし自分のやれる事はやる」「あんまり人の事を傷つけたくない子」である[21]。
- 好きなタイプは背が低くてノリの合う人、多趣味な人[5]。
- 初恋は5歳の頃で、幼稚園時代にモテ期だった。告白された2人の男子のどちらと結婚するかで悩み、父親に相談したら怒られたと語っている[5]。
- 憧れの先輩は鞘師里保[22]。鞘師がモーニング娘。を卒業する際、「鞘師さんのジャージを着たらダンスうまくなれる気がします」とお願いしてジャージーをもらったという逸話がある[23]。
- ハロー!プロジェクト内でよく話すメンバーとして、主に同グループ同期メンバーの羽賀朱音[24][25]のほか、同グループ14期メンバー[注釈 3]の森戸知沙希を挙げていた。
- モーニング娘。10期メンバーの飯窪春菜と工藤遥との3人で、胸の小ささを由来にしたAAA（トリプルエー）という非公式ユニットを結成していた[26]。
- 現役時代は、過激なダイエットにより、1年間も生理が止まった事があるという[27][28][29]。新型コロナウイルスのパンデミックに端を発した行動制限等の影響による摂食障害患者の急増を受け、2021年12月の『ABEMA Prime』の出演や『NHKニュースおはよう日本』の取材にて、食べないダイエットで起こる健康被害をコメンテーターとして改めて訴えた[30]。
- モーニング娘。加入当初より大学進学を希望し、2017年に4年制大学を受験するも不合格となるが、2018年に一般入試で短期大学に合格した。しかしカリキュラムが開示された段階で、芸能活動と大学の両立が難しいことに直面し、短期大学課程修了後は4年制大学へ編入したいという本人の意志から、学業優先のためモーニング娘。を卒業、並びに芸能界を一時引退することになった[31]。

## 作品

### 映像作品
- 尾形春水 Blu-ray『Greeting〜尾形春水〜』（2015年6月12日、UP-FRONT WORKS）[32]

## 出演

### テレビ
- Hello! アスリート女神（2017年7月2日 - 2018年3月25日 、EXスポーツ）[33]
- NHKニュースおはよう日本（2021年12月24日、NHK総合）[34]
- 尾形春水のHarunation TV（2024年１月４日-2025年1月26日、テレビ埼玉）（2025年2月19日-、TOKYOMX）

### ラジオ
- モーニング娘。'17 12期日記（2015年1月4日 - 2017年3月26日、FM-FUJI）[35]
- HELLO! DRIVE! -ハロドラ-（2016年10月3日 - 2018年6月13日、Radio NEO） [36] - 水曜日担当 [37]
- GIRLS♥GIRLS♥GIRLS =FULL BOOST=「モーニング娘。'17 / '18のモーニングダイアリー」（2017年4月6日 - 2018年6月14日、FM-FUJI）[38]

### 舞台・ミュージカル
- 演劇女子部 ミュージカル「TRIANGLE-トライアングル-」（2015年6月18日 - 28日、池袋サンシャイン劇場） - ジョンベル、スワスワのクロエ 役
- 演劇女子部「続・11人いる! 東の地平・西の永遠」（2016年6月11日 - 26日、京都劇場・池袋サンシャイン劇場） - ローン 役（イースト公演）、トマノ 役（ウエスト公演）[39]

### Web CM
- 株式会社H2O 「ululis」（2023年6月 - ）[40]

## 書籍

### 写真集
- 尾形春水（モーニング娘。'16）ミニ写真集『Greeting-Photobook-』（2016年5月21日、オデッセー出版）[41]

## 所属グループ・ユニット
- モーニング娘。（2014年 - 2018年）
  - モーニング娘。20th（2017年 - 2018年）[注釈 4]
- カオスピピス（2021年）
- Youplus （2021年 - 2023年）

## その他

### アイドルプロデュース
- 2024年、アイドルグループタイムラプスをプロデュースした[42]。